# Disney Time
Disney Time est une émission spéciale de la BBC, mise en ondes de 1961 à 1998, diffusée initialement durant la période des fêtes et, plus tard, placée aussi à d'autres moments, par exemple, au congé pascal. Les présentateurs sont des célébrités tels Julie Andrews[réf. nécessaire], Tom Baker ou Paul McCartney.